# Jurato Ikeda
Jurato Ikeda (池田 樹雷人 Ikeda Jurato?), född 17 september 1996 i Tokyo prefektur, är en japansk fotbollsspelare.
Ikeda började sin karriär 2015 i Cerezo Osaka. 2017 flyttade han till Bangkok Glass FC. 2018 flyttade han till Ehime FC. 2019 blev han utlånad till AC Nagano Parceiro. Han gick tillbaka till Ehime FC 2020.